# Mercè Foradada i Morillo
Mercè Foradada i Morillo (Barcelona, 16 de gener de 1947) és una escriptora catalana que va exercir durant la seva vida professional de professora de llengua catalana. En el seu corpus creatiu, els personatges principals majoritàriament són dones.
Nascuda a Barcelona, ha estat molt vinculada a Vilanova i la Geltrú, ciutat on passà la seva infantesa i on viu des de 1997. Mestra i Llicenciada en Filologia Catalana, ha exercit de professora de llengua i literatura catalanes a diverses escoles i instituts, els tretze últims de la seva activitat professional a l'IES Lluch i Rafecas, de Vilanova. Va ser regidora de Cultura de l'Ajuntament de Vilanova i la Geltrú durant la legislatura 2003-2007.
La seva primera obra publicada va ser En el prestatge i es va editar el 2002, després de guanyar el premi Donna 2001 amb la novel·la. Aquesta primera obra, segons reconegué l'autora, té alguns trets autobiogràfics i aborda la figura d'una dona que ha d'enfrontar-se a un canvi en la seva vida després de superar els 50 anys. Posteriorment, el 2003, va publicar la seva obra narrativa Velles, amb V de vida amb edicions 62 i aprofundeix en els records de la vida de deu velles.
Foradada va publicar Bruixes amb Cossetània Edicions el 2011 i va ser guardonada el 23è premi Sebastià Juan Arbó concedit per l'Ajuntament de Sant Carles de la Ràpita. El llibre és un al·legat a la llibertat d'esperit. L'argument té com a base la caça de bruixes del segle xvii i els nens furtats pel franquisme, i la història s'explica a través de dues dones protagonistes: la Segimona, una remeiera de fa segles i la Pilar, una advocada de l'actualitat.

## Obres
Aquest és un recull de la seva obra literària:
Novel·la
- 2002: En el prestatge. Barcelona: Edicions 62
- 2003: Velles amb V de vida. Barcelona: Edicions 62
- 2005: Centaures. Valls: Cossetània Ed.
- 2009: Mira'm: contes de vides especials. Valls: Cossetània Ed.
- 2011: Bruixes. Valls: Cossetània Ed.
- 2013: La casa verda. Barcelona: Ed. Saldonar
- 2016: Estimades Zambrano. Barcelona: Ed. Saldonar
- 2018: Perles cultivades. Barcelona: Ed. Saldonar[9]
- 2021: L'amor quiet. Barcelona: Ed. Saldonar[10]

Narrativa
- 2014: Com una reina. Barcelona: Ed. Saldonar

Investigació i divulgació
- 2010: Vilanovines: de l'arxiu a l'evocació. [Valls]: Cossetània.

Contes infantils
- 2008. Nosaltres, els cavalls i els Tres Tombs. [Vilanova i la Geltrú]: Associació dels Tres Tombs